# 莫内捷阿勒蒙
莫内捷阿勒蒙（法語：Monêtier-Allemont，法語發音：[mɔnɛtje almɔ̃]）是法国上阿尔卑斯省的一个市镇，属于加普区。

## 地理
莫内捷阿勒蒙（44°23'9"N, 5°56'36"E）面积7.15 平方千米，位于法国普罗旺斯-阿尔卑斯-蓝色海岸大区上阿尔卑斯省，该省份为法国东南部内陆省份，北起萨瓦省，西北接伊泽尔省，西南接德龙省，南至上普罗旺斯阿尔卑斯省，东北部与意大利接壤。
与莫内捷阿勒蒙接壤的市镇（或旧市镇、城区）包括：克拉雷、巴西洛内特、旺塔翁、维特罗勒。

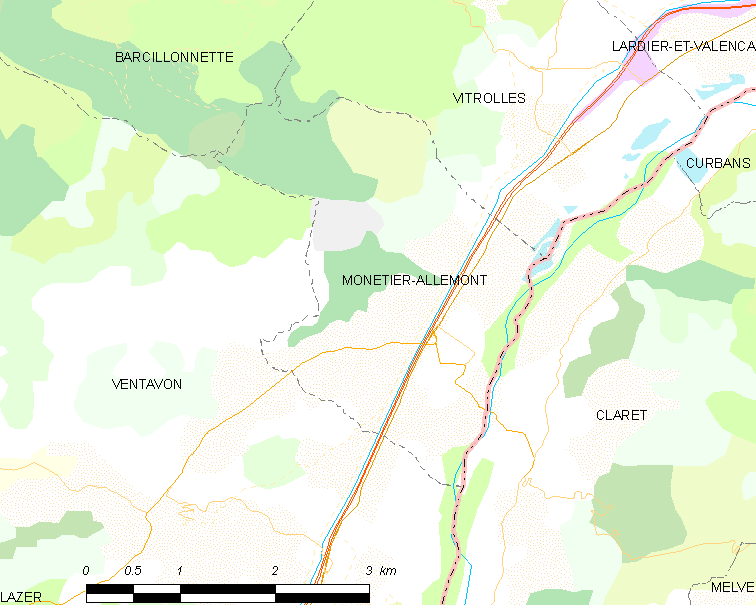
莫内捷阿勒蒙的OSM定位图

莫内捷阿勒蒙的时区为UTC+01:00、UTC+02:00（夏令时）。

## 行政
莫内捷阿勒蒙的邮政编码为05110，INSEE市镇编码为05078。

## 政治
莫内捷阿勒蒙所属的省级选区为拉拉涅蒙泰格兰县。

## 人口

1962-2008年间莫内捷阿勒蒙人口变化图示

莫内捷阿勒蒙于2022年1月1日时的人口数量为296人。